# Merinotus usambaraensis
Merinotus usambaraensis är en stekelart som beskrevs av Roy D. Shenefelt 1978. Merinotus usambaraensis ingår i släktet Merinotus och familjen bracksteklar. Inga underarter finns listade i Catalogue of Life.